# Сельское поселение Старый Аманак
Сельское поселение Старый Аманак — муниципальное образование в Похвистневском районе Самарской области.
Административный центр — село Старый Аманак.

## География
Сельское поселение Старый Аманак расположено в 180 км от областного центра, в 15 км от районного центра. Граничит с сельскими поселениями: Новое Мансуркино, Кротково, Старопохвистнево, Среднее Аверкино, Красные Ключи, Мочалеевка. По территории поселения протекает река Большой Кинель, а также реки Мурава и Аманак. Сельское поселение Старый Аманак занимает площадь 167,93 км².

## Административное устройство
В состав сельского поселения Старый Аманак входят:
- село Новый Аманак,
- село Старомансуркино,
- село Старый Аманак,
- посёлок Сапожниковский.